# Апаца
Апаца (рум. Apața) — комуна у повіті Брашов в Румунії. До складу комуни входить єдине село Апаца.
Комуна розташована на відстані 173 км на північ від Бухареста, 33 км на північ від Брашова.

## Населення
За даними перепису населення 2002 року у комуні проживали 2995 осіб.
Національний склад населення комуни:
| Національність   | Кількість осіб | Відсоток |
| ---------------- | -------------- | -------- |
| румуни           | 1625           | 54,3%    |
| угорці           | 1220           | 40,7%    |
| цигани           | 146            | 4,9%     |
| німці            | 2              | 0,1%     |
| росіяни-липовани | 2              | 0,1%     |

Рідною мовою назвали:
| Мова      | Кількість осіб | Відсоток |
| --------- | -------------- | -------- |
| румунська | 1773           | 59,2%    |
| угорська  | 1218           | 40,7%    |
| німецька  | 2              | 0,1%     |
| російська | 2              | 0,1%     |

Склад населення комуни за віросповіданням:
| Релігія                                       | Кількість осіб | Відсоток |
| --------------------------------------------- | -------------- | -------- |
| лютерани (Синодально-пресвітеріанська церква) | 1133           | 37,8%    |
| п'ятдесятники                                 | 1090           | 36,4%    |
| православні                                   | 603            | 20,1%    |
| не релігійні                                  | 73             | 2,4%     |
| унітарії                                      | 20             | 0,7%     |
| реформати                                     | 15             | 0,5%     |
| бретрени                                      | 14             | 0,5%     |
| римо-католики                                 | 12             | 0,4%     |
| адвентисти                                    | 10             | 0,3%     |
| греко-католики                                | 8              | 0,3%     |
| не вказали релігію                            | 2              | 0,1%     |

## Відомі представники
- Янош Апацаї Чере - трансільванський угорський педагог, філософ, богослов-кальвініст, перший угорський енциклопедист.

## Зовнішні посилання
- Дані про комуну Апаца на сайті Ghidul Primăriilor [Архівовано 15 травня 2012 у Wayback Machine.]